# Thermí (Lesbos)
Thermí (en griego, Θερμή) es un yacimiento arqueológico del este de la isla de Lesbos (Grecia). Las excavaciones en este sitio fueron llevadas a cabo por la Escuela Británica de Atenas entre 1929 y 1933.
Las excavaciones sacaron a la luz un asentamiento que estuvo habitado durante la Edad del Bronce Antiguo, entre el 3200 y el 2400 a. C. y que tuvo cinco fases de construcción. También se han hallados restos de viviendas del Bronce Medio y Tardío (2000-1300 a. C.)
El asentamiento tenía una planificación urbana en torno a un complejo central hasta que en Thermí IV se modificó esta planificación y la ciudad cambió la orientación. Los edificios eran rectangulares, con una antecámara cerrada. A partir de Thermí II hay presencia de muros de fortificación. También se han encontrado enterramientos cerca de las casas. El asentamiento fue abandonado hacia el 2400 a. C. para ser nuevamente ocupado en torno al 2000 a. C., pero con una extensión menor.